# Luigi Lusignani (militare)
Luigi Lusignani (Vernasca, 3 marzo 1896 – Corfù, 27 settembre 1943) è stato un militare italiano.

## Biografia
Nato a Borla, frazione di Vernasca (PC), secondo dei nove figli di Cesare Lusignani, il 3 marzo 1896, entrò nella Scuola Militare il 5 novembre 1914. Nominato sottotenente di fanteria nel maggio 1915, raggiunse i gradi di tenente e capitano nei due anni successivi. Prese parte alla prima guerra mondiale con il 19° e con il 44º reggimento fanteria meritando una croce di guerra al valor militare e un encomio solenne nell'azione di San Martino del Carso (14 maggio 1916) durante la Battaglia degli Altipiani "per aver concorso efficacemente a respingere un attacco nemico e presidiato per un'intera notte, con la sola sua sezione mitragliatrici, la difesa di un lungo tratto di camminamento rimasto sguarnito". Fu in Tripolitania dal 1925 al 1927 nel XXVI Battaglione Eritreo.
Frequentò il 58º corso della Scuola di Guerra negli anni 1928-31 e fu assegnato quindi al Comando della Divisione Militare di Piacenza ove, nel 1933, venne raggiunto dalla promozione a maggiore. Dopo aver comandato un battaglione del 65º reggimento fanteria, ritornò in Libia nel 1936 al comando del XLVI Battaglione Eritreo e successivamente in Eritrea, in Africa Orientale Italiana. Nel 1938, rientrato di nuovo in Italia, fu assegnato al comando del Corpo di S.M. dove rimase con il grado di tenente colonnello conseguito nel 1938 e con quello di colonnello conseguito nel gennaio 1942.
Nel novembre 1942 fu nominato comandante del 18º Reggimento Fanteria della 33ª Divisione fanteria "Acqui" a Corfù. Dopo l'armistizio dell'8 settembre 1943, fallite le trattative con il comando tedesco, rifiutò una resa disonorevole e organizzò la difesa dell'isola aiutato dai partigiani greci di Papas Spiru.
Abbandonato dal governo di Badoglio che non inviò gli aiuti promessi, senza ordini precisi, dopo 12 giorni di attacchi delle forze preponderanti aeree e terrestri tedesche fu sopraffatto dal nemico e catturato il 25 settembre. Assieme ai suoi ufficiali fu fucilato nella vecchia fortezza della città di Corfù; i corpi non furono mai trovati. Fu insignito di medaglia d'oro al valor militare. A lui sono intitolati una via a Genova e una caserma e una via a Piacenza; un busto in bronzo, opera del piacentino Perotti, e una lapide vennero posti rispettivamente nella caserma Lusignani di Piacenza e nella sede del Comune di Vernasca.
La sua casa natale a Borla è ancora di proprietà della famiglia Lusignani.

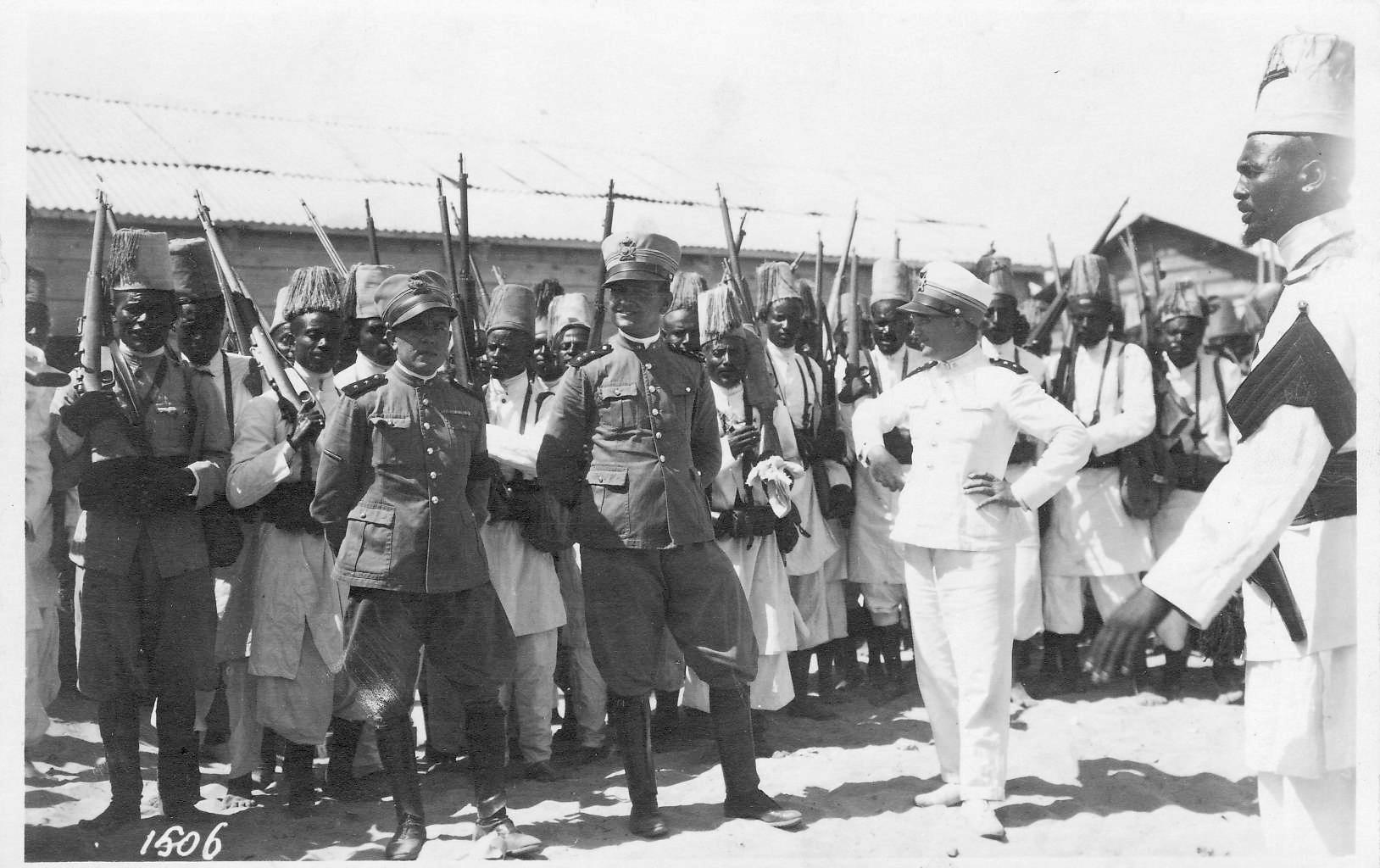
Il Maggiore Lusignani (al centro) al comando del XLVI Battaglione Eritreo in Libia.

## Carriera militare
- 1915 - Sottotenente
- 1916 - Tenente
- 1917 - Capitano
- 1933 - Maggiore
- 1938 - Tenente Colonnello
- 1942 - Gennaio: Colonnello
- 1942 - Novembre: Comandante militare dell'isola di Corfù